# Sirius Knoll
Sirius Knoll är en kulle i Antarktis. Den ligger i Västantarktis. Argentina, Chile och Storbritannien gör anspråk på området. Toppen på Sirius Knoll är 1 010 meter över havet.
Terrängen runt Sirius Knoll är kuperad åt nordost, men åt sydväst är den bergig. Trakten är obefolkad. Det finns inga samhällen i närheten.